# Blutspecht
Der Blutspecht (Dendrocopos syriacus) gehört zur Unterfamilie der Echten Spechte (Picinae). Er ist sehr nahe mit dem Großen Buntspecht (Dendrocopos major) verwandt, mit dem er gelegentlich auch sympatrisch vorkommt und hybridisiert. Ursprünglich nur im Nahen und in den westlichsten Randbereichen des Mittleren Ostens verbreitet, dehnte die Art gegen Ende des 19. Jahrhunderts ihr Brutareal über den Balkan bis ins östliche und nordöstliche Mitteleuropa aus. Während die Nord- und Westausbreitung weitgehend zum Stillstand gekommen ist, hält die Arealausweitung in Richtung Osten unvermindert an.
Vom sehr ähnlichen Buntspecht unterscheidet er sich durch die mehr rosaroten Farbtöne im Steißbereich und durch das Fehlen des geschlossenen Zügelbandes zum Nacken hin.
Der Blutspecht ist unter den europäischen Spechten der ausgeprägteste Kulturfolger. Er besiedelt bevorzugt siedlungsnahe Regionen, häufig Gärten, Parks, Obstgärten und Plantagen, Friedhöfe oder andere vom Menschen umgestaltete Landschaften. Er ernährt sich zu fast gleichen Teilen von Früchten, Nüssen und Kernen sowie von Wirbellosen, vornehmlich von Insekten. Er gehört zu den Spechten mit dem größten vegetarischen Nahrungsanteil. Er ist weitgehend Standvogel.
Obwohl einige Färbungsvarianten beschrieben wurden, werden keine Unterarten anerkannt. Die Art gilt zurzeit als nicht gefährdet.

## Merkmale
Der überwiegend schwarz-weiß kontrastierende Gesamteindruck des Blutspechts ist typisch für die Gattung der Buntspechte. Er ist dem bekanntesten Vertreter dieser Gattung, dem Buntspecht (Dendrocopos major), sehr ähnlich. Bei beiden Geschlechtern des Blutspechtes sind in die mattschwarze Oberseite große weiße Schulterflächen eingelassen. Brust, Bauch und Flanken sind schmutzig weiß-gelblich, die Flanken sind undeutlich dunkel längsgestrichelt. Die schwarzen Handschwingen sind deutlich weiß gebändert, wobei das oberste weiße Flügelband meist mit den Schulterflecken verbunden ist. Der Stützschwanz ist schwarz, die äußeren Schwanzfedern weisen eine weiße, individuell variierende Bänderung auf. Wangen und seitliche Halsteile sind weiß mit leichtem gelblichen Anflug; begrenzt werden diese hellen Gefiederteile des Kopfes durch ein deutliches schwarzes Zügelband und einen schwarzen Bartstreif, sowie scheitelwärts durch eine schwarze Kopfplatte, die sich beim Weibchen über den Nacken zum schwarzen Rückengefieder fortsetzt, beim Männchen jedoch durch ein deutliches, ziegelrotes Nackenabzeichen unterbrochen ist. Das Zügelband hat keine Verbindung zum schwarzen Nackengefieder. Die Stirn ist bei beiden Geschlechtern weiß, oft rein weiß, zuweilen jedoch auch leicht gelblich. Die Augen sind schwarz, der Schnabel ist hellgrau. Der Steiß und die Unterschwanzdecken sind rosarot.
Weibchen unterscheiden sich von den Männchen durch das Fehlen der roten Nackenfärbung und durch einen etwas matteren Färbungston. In Gewicht und Größe sind die beiden Geschlechter identisch.
Das Jugendgefieder ist matter und struppiger, die einzelnen Gefiederpartien sind farblich weniger scharf voneinander abgegrenzt. Beide Geschlechter tragen im Jugendkleid eine rote Kopfplatte, während der Nackenabschnitt auch beim Männchen schwarz ist. Vor allem die Flanken sind recht deutlich längsgestrichelt, häufig sind bei jungen männlichen Blutspechten zerstreute rote Sprenkel auf der Brust erkennbar.

### Biometrische Daten
Mit etwa 23 Zentimetern Körperlänge zählt der Blutspecht zu den mittelgroßen Spechten. Er ist ebenso groß wie ein Buntspecht. Die Spannweite misst zwischen 34 und 39 Zentimeter. Im Mittel wiegen adulte Blutspechte um die 80 Gramm.

### Verwechslungsmöglichkeiten
Obwohl Blutspecht und Buntspecht einander sehr ähneln, bestehen doch gute Unterscheidungsmerkmale, die bei ausreichenden Sicht- und Beobachtungsbedingungen auch eine sichere feldornithologische Bestimmung ermöglichen. Am deutlichsten unterscheiden sich die beiden Arten in der Gesichtszeichnung. Der weiße Wangenfleck wird beim Buntspecht durch das bis zum Nacken reichende Zügelband eingerahmt, beim Blutspecht ist dieser Zügel offen, so dass das Gesicht insgesamt weißer erscheint. Der rote Nackenfleck des Männchens ist beim Blutspecht größer; er reicht in den unteren Scheitelbereich, und das Rot ist etwas heller als bei der Schwesterart. Auch das weiße Stirnabzeichen ist beim Blutspecht etwas ausgedehnter. Sieht man sitzende Spechte von hinten, fällt beim Buntspecht eine Kreuzzeichnung auf, die aus dem schwarzen Nackenband und den in dieses Band einmündenden Zügel gebildet wird; beim Blutspecht ist nur das schmale Nackenband zu sehen. Fliegende Spechte sind am besten an den Schwanzfedern oder an der Zeichnung des Steißes zu erkennen. Die äußeren Schwanzfedern des Buntspechtes, vor allem deren Außenfahnen, sind überwiegend weiß, die des Blutspechtes schwarz mit wenigen weißen Flecken. Die Rotfärbung des Steißes und der Unterschwanzdecken ist beim Buntspecht ausgedehnt und intensiver tiefrot, während diese Gefiederpartien beim Blutspecht einen blassroten beziehungsweise rosaroten Farbton aufweisen.
Vom Mittelspecht (Dendrocopos medius) können adulte Blutspechte allein durch die Größe und die bei beiden Geschlechtern des Mittelspechtes vorhandene rote Scheitelplatte gut unterschieden werden. Juvenile Individuen können aber Bestimmungsprobleme bereiten, da auch bei jungen Blutspechten die Scheitelpartie rot gefärbt ist. Wichtigstes Unterscheidungsmerkmal sind neben der Größe die äußeren Steuerfedern, die beim Mittelspecht viel Weiß aufweisen, beim Blutspecht aber mehrheitlich schwarz sind.
In einigen Gebieten des Balkans und Transkaukasiens kommen die Brutgebiete des Blutspechts in enge geographische Nähe zu denen des Weißrückenspechts; die beiden Arten leben jedoch in weitgehend unterschiedlichen Habitaten. Beide Geschlechter des Weißrückenspechtes sind vom Blutspecht gut durch das völlige Fehlen von weißen Schulterabzeichen zu unterscheiden.

### Stimme
Alle Lautäußerungen des Blutspechtes sind denen des Buntspechtes sehr ähnlich, lassen sich mit einiger Erfahrung aber dennoch recht gut unterscheiden. Der häufigste Ruf beider Arten ist ein einzelnes, sehr häufig in kurzen Abständen hintereinander geäußertes „kjüg“, oder auch „dschi(r)k“, das sogenannte Kixen. Beim Blutspecht klingt dieser Laut weich, etwas quietschend, nicht metallisch hart wie beim Buntspecht. Gorman vergleicht den Klang mit dem Geräusch, den eine Quietschpuppe produziert. Dieser Laut wird in unterschiedlichen Situationen sowohl im Sitzen als auch im Flug von beiden Geschlechtern geäußert. Daneben verfügen Blutspechte noch über eine Reihe meist kurzer, scharfer Rufe wie kip-kip, die in Erregungssituationen zu langen Folgen gereiht werden können. Sexuell motivierte Rufe klingen wie kwiiieep oder quuiieg. Die Jungen sind nur in den Fütterungsphasen akustisch auffällig, doch ist ihr Quietschen leiser als das von Buntspechtnestlingen.
Blutspechte trommeln etwas seltener als Buntspechte, jedoch dauern die Trommelwirbel etwas länger als die der Schwesterart. Sie bestehen aus bis zu 30 Schlägen; zwischen dem ersten und zweiten Schlag ist gelegentlich eine kleine Pause feststellbar. Beide Geschlechter trommeln, die Weibchen allerdings seltener, leiser und kürzer. Gelegentlich trommeln Weibchen noch während der Zeit der Jungenaufzucht.

## Verbreitung

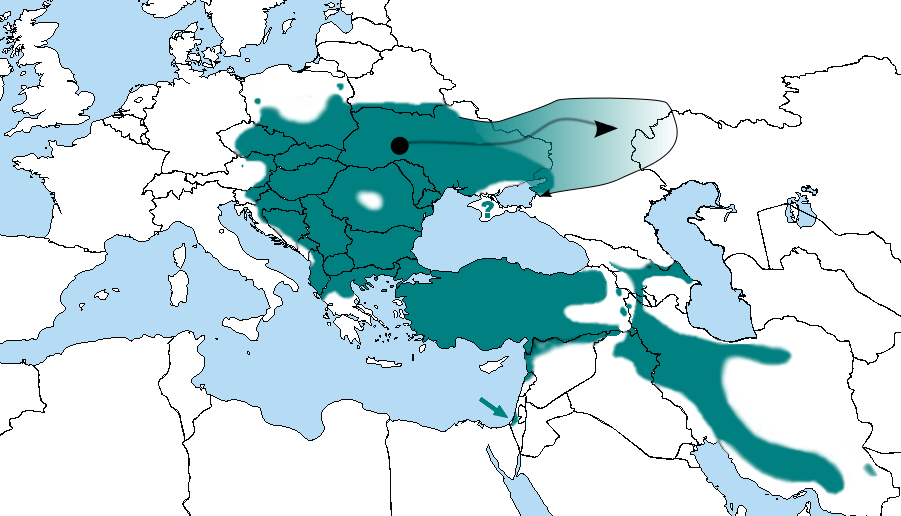
Brutvorkommen des Blutspechtes. Die rasante Arealausweitung nach Norden ist weitgehend zum Stillstand gekommen. Nach Osten hin expandiert die Art über Don und Wolga hinaus in Richtung Kasachstan, von wo seit 2010 Brutnachweise vorliegen.

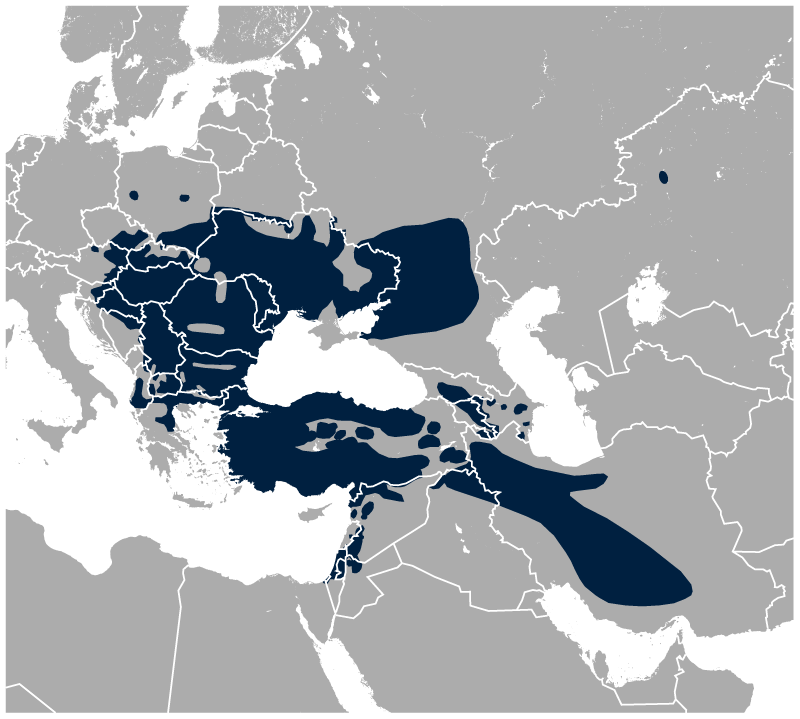
2012

Die Verbreitung der Art beschränkt sich auf ein vergleichsweise kleines zentral- und westpaläarktisches Gebiet, das vom Südosten des Irans, Teilen des Iraks, Syriens, Libanons und Israels über die Türkei nordwärts bis ins nordöstliche Mitteleuropa reicht. Ein vom geschlossenen Brutgebiet weitgehend isoliertes Vorkommen im Südosten des Irans, nahe der Grenze zu Pakistan, berührt die orientalische Faunenregion. Zum ursprünglichen Verbreitungsgebiet dürften auch die Brutgebiete in den Kaukasusstaaten zählen. Außer auf Thassos, Samothrake und Limnos scheint die Art auf keiner anderen Mittelmeerinsel zu brüten.
In Europa sind weite Teile der Balkanhalbinsel, Ungarns und der Slowakei sowie die östliche Hälfte Sloweniens, Ostösterreich, Ost- und Zentraltschechien, Süd- und Mittelpolen sowie einige südliche Gebiete von Belarus von dieser Art besiedelt. Auch in weiten Teilen der Ukraine und in Moldawien ist dieser Specht Brutvogel. Ob Brutvorkommen auf der Krim bestehen, ist bislang nicht bestätigt.
In Deutschland gab es einige Brutzeitbeobachtungen, so 1982 bei Köthen, ein Brutnachweis wurde noch nicht erbracht. Die nächstgelegenen Brutplätze in Tschechien liegen jedoch weniger als 50 Kilometer vom deutschen Staatsgebiet entfernt.
Am 28. Januar 2016 meldete der Bayrische Rundfunk, dass in Kronach ein Blutspecht in einem Privatgarten beobachtet worden sei.

### Wanderungen
Einmal etablierte Blutspechte sind weitgehend ortstreu und verharren auch in strengen Wintern nach Möglichkeit im Brutgebiet. Die rasche Ausbreitung nach Süd- und Mitteleuropa zeigt jedoch eine große Mobilitätsbereitschaft. Neuansiedlungen können 100 und mehr Kilometer entfernt vom nächstgelegenen Brutort stattfinden; fast immer handelt es sich um Jungvögel, die über solche Distanzen dismigrieren.

### Arealausweitung des Blutspechtes

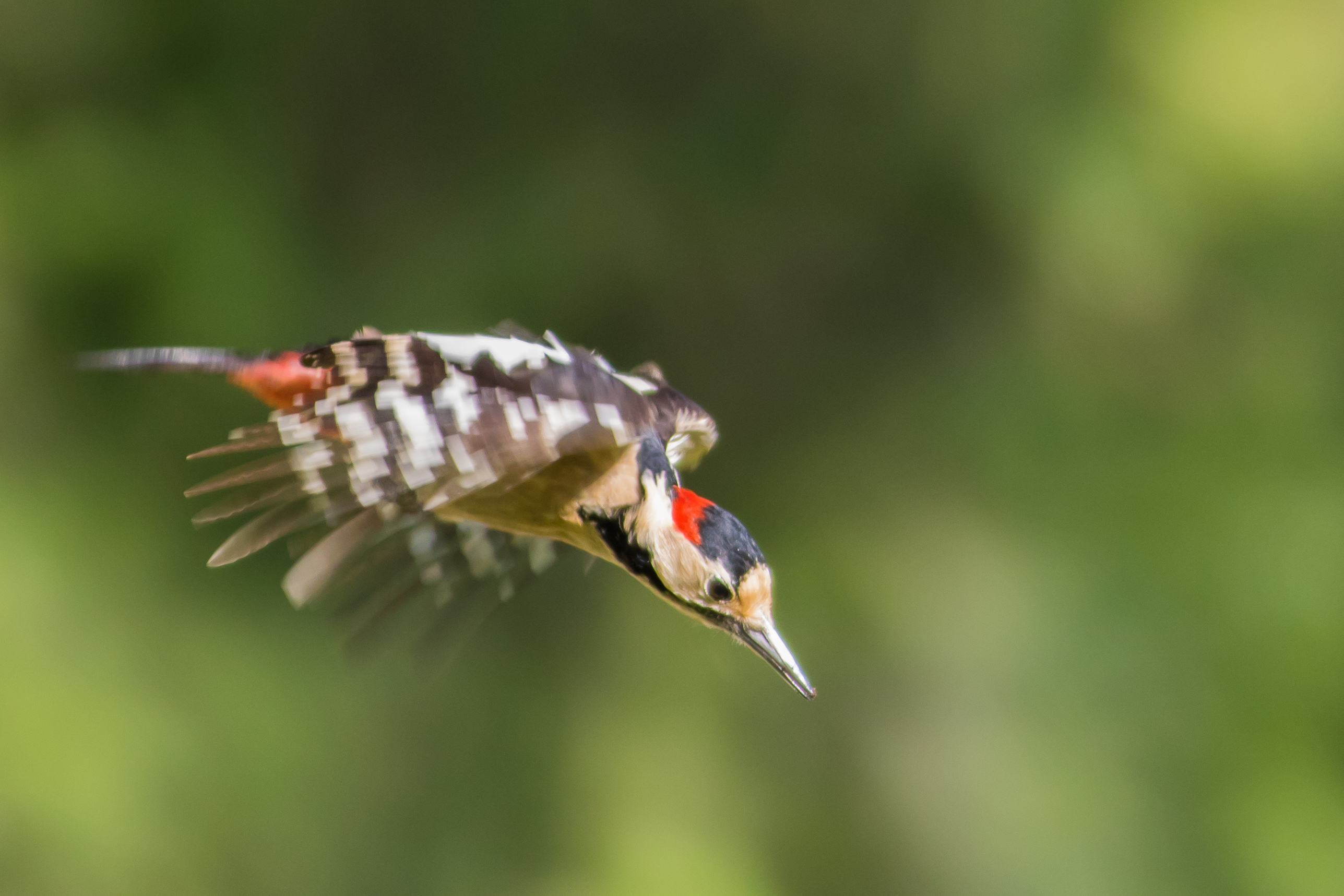
Blutspecht

Der Blutspecht weitete sein Brutgebiet vor allem im 20. Jahrhundert wesentlich nach Westen, Norden und Nordosten aus. Habitat- und Klimaveränderungen werden als Gründe für diese Arealexpansion genannt. Das namengebende Exemplar stammt aus Syrien, wurde von den Zoologen Hemprich und Ehrenberg gesammelt und nach Hemprichs Tod von Ehrenberg 1833 beschrieben. Über die Ausdehnung des Brutareals der Art zu dieser Zeit sowie über das damalige Bruthabitat ist nichts bekannt.
1890 wurde ein Exemplar aus Nordbulgarien als Blutspecht bestimmt; dieser Beleg gilt als erster Nachweis der Art in Europa, doch muss der Blutspecht schon früher in die südlichen und südwestlichen Balkangebiete eingewandert sein, da nur wenige Jahre später offenbar bereits gute Populationen in Südserbien bestanden. In der Großen Ungarischen Tiefebene wurde der Blutspecht erstmals 1928 nachgewiesen; in den nächsten 20 Jahren besiedelte die Art dieses Gebiet sowie angrenzende Bereiche im heutigen Kroatien und Nordserbien weitgehend flächendeckend. Die erste Feststellung in Österreich erfolgte 1951 am Nordrand des Neusiedler Sees, vermutlich war die Art zu diesem Zeitpunkt in der weiteren Umgebung des Sees bereits ein verbreiteter Brutvogel. Gleichzeitig mit der Nord- und Nordwestexpansion dehnte der Blutspecht sein Brutareal auf die südliche Balkanhalbinsel aus.
In den folgenden Jahren etablierte sich der Blutspecht in weiten Teilen der Slowakei und in Tschechien. Seit den 1980er Jahren verlangsamte sich die Nordbewegung deutlich, während die Ostausbreitung in Richtung Ostukraine und der Krim anhält. Heute liegt die nördliche Arealgrenze der Art bei Białystok in Nordostpolen, Sichtbeobachtungen gelangen jedoch auch aus Gebieten an der Danziger Bucht, vor allem auf der Hel.
Zurzeit werden Arealausweitungen vor allem aus Belarus gemeldet, wobei dort der Expansionsdruck offenbar von ukrainischen Spechten ausgeht. Auch nach Osten hin konnte die Art weiträumig expandieren. Die Verbreitungsgrenze in diesem Bereich liegt bereits östlich der Wolga. Ein weit vorgeschobenes Verbreitungsgebiet wurde 2010 aus dem Nordwesten von Kasachstan gemeldet. Die Nordbewegung ist jedoch weitgehend zum Stillstand gekommen. Es wird vermutet, dass der Blutspecht mit Erreichen der 18-Grad-Juli-Isotherme seine klimatisch bedingte Verbreitungsbarriere erreicht hat. Ein Hindernis für eine noch nicht erfolgte Besiedelung Norditaliens sowie der Apenninhalbinsel stellen offenbar die Alpen, beziehungsweise das Adriatische Meer dar.

## Lebensraum

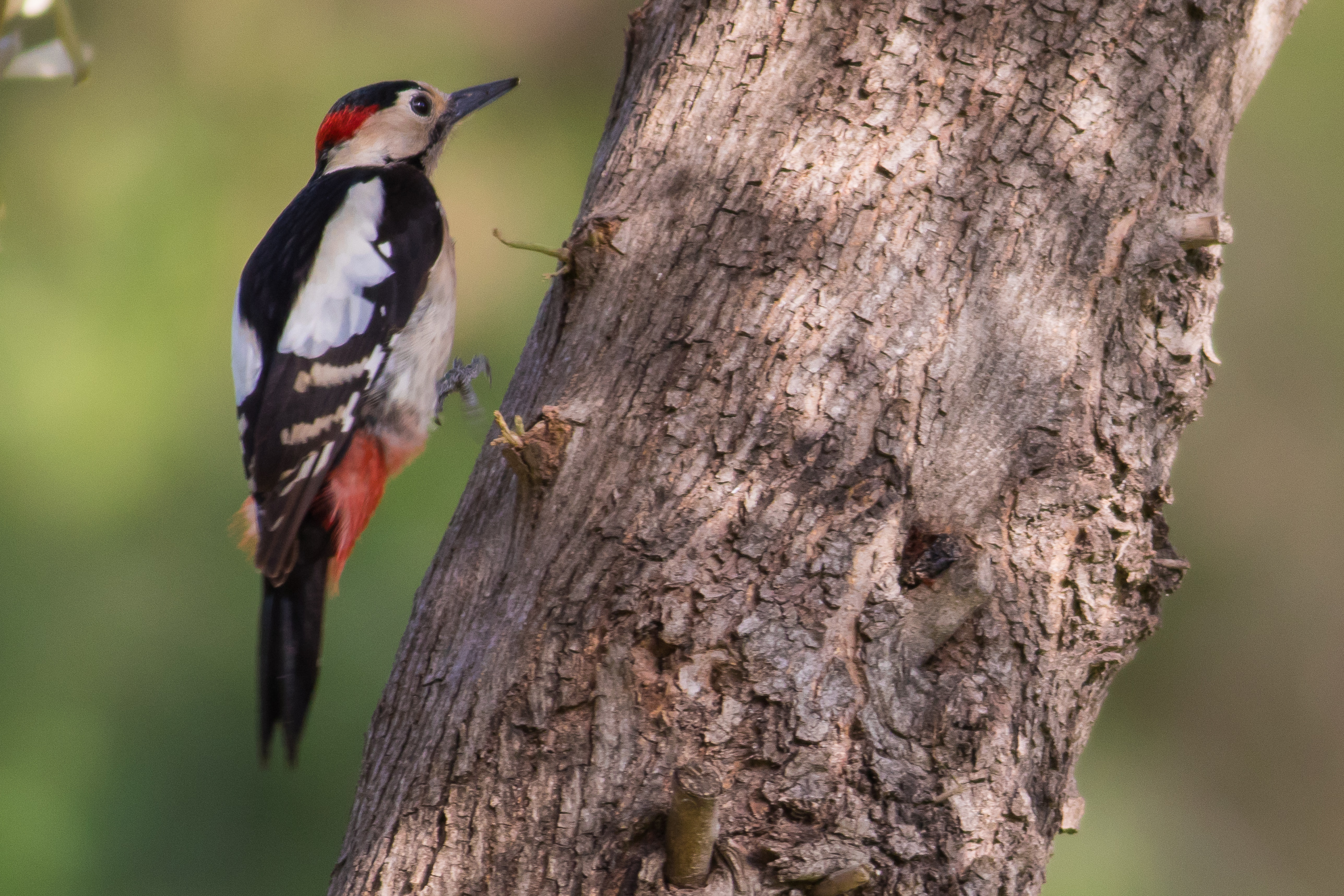

Der Blutspecht bewohnt in seinen Herkunftsregionen schüttere, montane Eichenwälder und lockere Bachufergehölze aus Pappeln, Weiden, Orientalischen Platanen und Nussbäumen. Er meidet sowohl offene Wacholder- und Kiefernwälder als auch geschlossene Laub- und Nadelwälder. Schon in seinem Ursprungsgebiet kam und kommt er in Kulturlandschaften wie Obstgärten, Parks, Friedhöfen oder Weingärten vor. Diese Disposition, vom Menschen gestaltete Räume zu besiedeln, ermöglichte es der Art offenbar, in eine von anderen Spechten noch nicht vollständig genutzte Nische vorzudringen. In seinen Expansionsgebieten besiedelt der Blutspecht fast ausschließlich von Menschen geformte Landschaftsstrukturen wie Obstgärten, Parkanlagen, Friedhöfe, Siedlungsränder, kleine Baumgruppen und Alleen. Seine Reviere erstrecken sich oft über einige Gärten, zwischen denen für ihn unnutzbares Gebiet liegen kann. Sehr häufig besucht er Obstplantagen oder brütet in ihnen. Bevorzugt werden solche mit Steinobst wie Aprikosen, Kirschen oder Pflaumen, häufig ist er auch in Maulbeer-, Walnuss- oder Mandelbäumen zu sehen. Von allen Spechten Europas ist er der am stärksten ausgeprägte Kulturfolger.
In Europa kommt der Blutspecht hauptsächlich in niederen Höhenlagen bis zu 400 Metern vor. Vereinzelt wurden Bruten aus höheren Lagen gemeldet, so aus der Slowakei und aus Bulgarien (800 Meter über NHN, beziehungsweise 1.000 Meter über NHN). In seinem ursprünglichen Verbreitungsgebiet im Iran bestehen Brutvorkommen über 2.000 Meter, doch reichen dauernde Besiedelung und Bewirtschaftung in dieser Region ebenfalls in diese Höhen. In vielen tiefgelegenen Sekundärhabitaten kommt der Blutspecht sympatrisch mit dem Buntspecht vor.

## Systematik
Der Blutspecht ist ein Vertreter der recht umfangreichen Gattung Dendrocopos, in der kleine bis mittelgroße Baumspechte mit überwiegend schwarz-weißem Gefieder zusammengefasst sind. Gemeinsam mit Weißflügelspecht (D. leucopterus), Buntspecht (D. major), Himalajaspecht (D. himalayensis) und dem Tamariskenspecht (D. assimilis) bildet er eine Superspezies. Die 20 Vertreter der Gattung Dendrocopos kommen in Eurasien sowie in Nordafrika vor. Bis vor wenigen Jahren war Dendrocopos mit verwandten, vor allem nearktischen Arten, in der Gattung Picoides vereint. Insgesamt sind die verwandtschaftlichen Beziehungen sowohl zwischen diesen beiden Gattungen als auch innerhalb der Gattungen selbst Gegenstand wissenschaftlicher Forschung und Diskussion.
Strittig ist auch, ob Unterarten bestehen. Das HBW unterscheidet keine Unterarten, nach anderen Autoren sind neben der Nominatform noch zumindest zwei Unterarten, nämlich D. s. milleri und D. s. transcaucasicus zu unterscheiden. Die erste kommt vor allem im Ostiran, die zweite in den Kaukasusgebieten vor. Andere genannte Unterarten wie balcanicus oder romanicus gelten als regional verbreitete Färbungsvarianten.

### Hybridisierungen
Mischbruten zwischen Blutspecht und Buntspecht sind nicht selten. Die fertilen Jungen zeigen Merkmale beider Elternteile. Besonders die Gesichtszeichnung, die Intensität und Farbtönung der Rotanteile des Gefieders sowie Ausmaß der Weißzeichnungen an den Schwanzfedern können Aufschluss über eine Bastardisierung geben. Möglicherweise liegen den nicht anerkannten Unterarten romanicus und balcanicus Mischbruten zugrunde.

## Nahrung

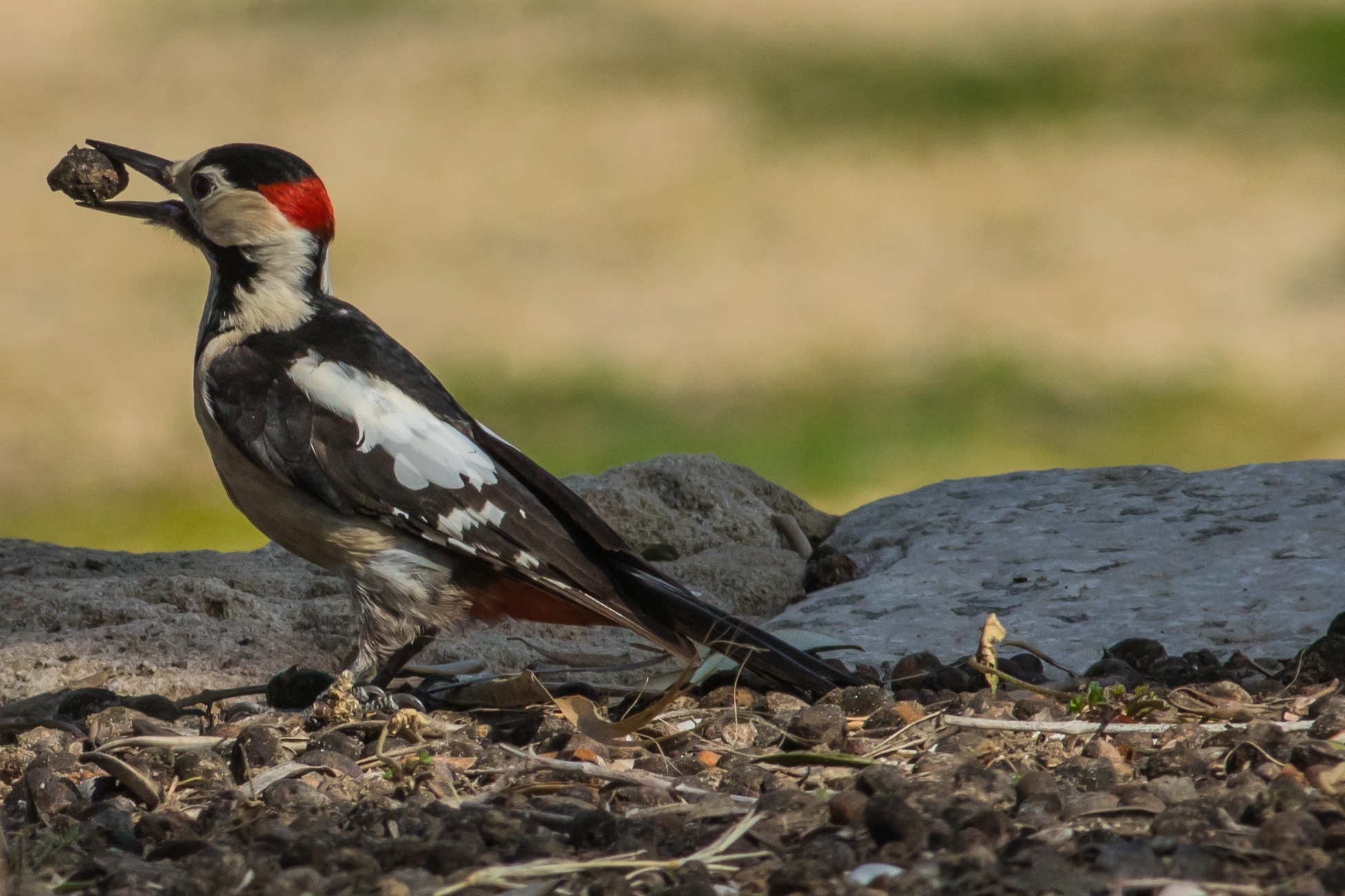
Blutspecht

Der Blutspecht nimmt etwa zu gleichen Teilen vegetabile und animalische Kost zu sich, wobei sich die Anteile jahreszeitlich etwas verschieben können. Damit unterscheidet sich die Nahrungszusammensetzung dieser Art von allen anderen europäischen Spechtarten, die zwar ebenfalls pflanzliche Kost verzehren, jedoch nicht in diesem Ausmaß und nicht relativ gleichmäßig über das gesamte Jahr verteilt. Lediglich beim Buntspecht können Vegetabilien saisonal einen ähnlich hohen Anteil erreichen. Auch die Jungen des Blutspechtes werden zu einem relativ hohen Anteil mit pflanzlicher Kost versorgt. Der Blutspecht bevorzugt reifes Steinobst wie Kirschen, Aprikosen, Pfirsiche und Pflaumen; aber auch Äpfel, Birnen, viele Beerenarten, die Früchte des Maulbeerbaumes sowie Weintrauben, Feigen und Oliven werden häufig verzehrt. Im Herbst und Winter können Haselnüsse, Walnüsse sowie Pistazien, Mandeln und Pinienkerne zur Hauptnahrung werden.
Bei größeren Steinfrüchten nutzt der Blutspecht nicht nur das Fruchtfleisch, sondern auch den im Stein enthaltenen Samen. Auch Sonnenblumensamen und Kürbiskerne zählen zu den vegetarischen Nahrungsbestandteilen dieser Art. Ebenso werden vor allem im Frühjahr Baumsäfte, insbesondere die von Ahornarten, Kiefern und Pinien, aufgenommen.
Der animalische Nahrungsanteil unterscheidet sich nicht wesentlich von dem des Buntspechtes. Dabei überwiegen an der Oberfläche lebende Insektenarten und deren Entwicklungsstadien deutlich jene, die im morschen Holz oder unter der Baumrinde vorkommen. Käfer, zum Beispiel Maikäfer, Schmetterlinge und Schmetterlingsraupen, Motten, Ameisen, Grillen, Wespen und Fliegen bilden den überwiegenden Anteil der animalischen Kost. Tausendfüßer, Spinnen, verschiedene Pflanzenläuse, Würmer und Schnecken gehören ebenfalls zum Nahrungsspektrum der Art.

### Nahrungserwerb
Der Blutspecht ähnelt im Nahrungserwerb dem Buntspecht, doch sind seine Verhaltensweisen in einigen Aspekten weniger entwickelt als die seines nahen Verwandten. Blutspechte scheinen keine echten Schmieden zu verwenden, auch das Ringeln safttreibender Bäume ist bisher nicht beobachtet worden, obwohl Säfte, die aus Rindenverletzungen oder durch Ringelaktivitäten anderer Spechte austreten, ausgebeutet werden.
Der Blutspecht sucht seine Nahrung sowohl am Boden als auch in allen Stamm- und Astregionen bis in den Wipfelbereich hoher Bäume. Niedrigere Stammbereiche und starke Äste werden jedoch bevorzugt. Die tierischen Nahrungsanteile werden vor allem durch Absammeln der Beutetiere auf Stamm- und Astoberflächen sowie durch systematisches Stochern gewonnen; das Hacken ist wenig tiefgreifend; meist werden dadurch nur Rindenteile entfernt oder die äußerste Splintschicht bis zu wenig mehr als einem Zentimeter bearbeitet. Bei der Nahrungssuche im Stamm und Astbereich hüpft der Blutspecht beidbeinig stammauf und stammab. Relativ häufig erbeuten Blutspechte durch kurze Ausfallflüge auch Fluginsekten. Zwischen den Nahrungsrevieren kann die Art während des täglichen Nahrungserwerbs beträchtliche Flugdistanzen zurücklegen. Die Früchte- und Nussnahrung wird sowohl direkt von den fruchttragenden Bäumen und Sträuchern als auch auf dem Boden gesammelt. Um Nüsse oder Steinobstkerne zu öffnen, benutzt der Blutspecht Spalten in grobborkigen Bäumen oder Ritzen in Gemäuern, in denen er die Nahrungsobjekte festklemmt. Ein Anpassen solcher Schmieden auf die Größe des zu fixierenden Objekts wurde bislang nicht festgestellt.
Gelegentlich wurden Blutspechte beim Anlegen von Nahrungsdepots beobachtet; ob dieses Verhalten bei Nahrungsüberschuss regelmäßig praktiziert wird, ist jedoch noch unklar.

## Verhalten

### Aktivität und Komfortverhalten

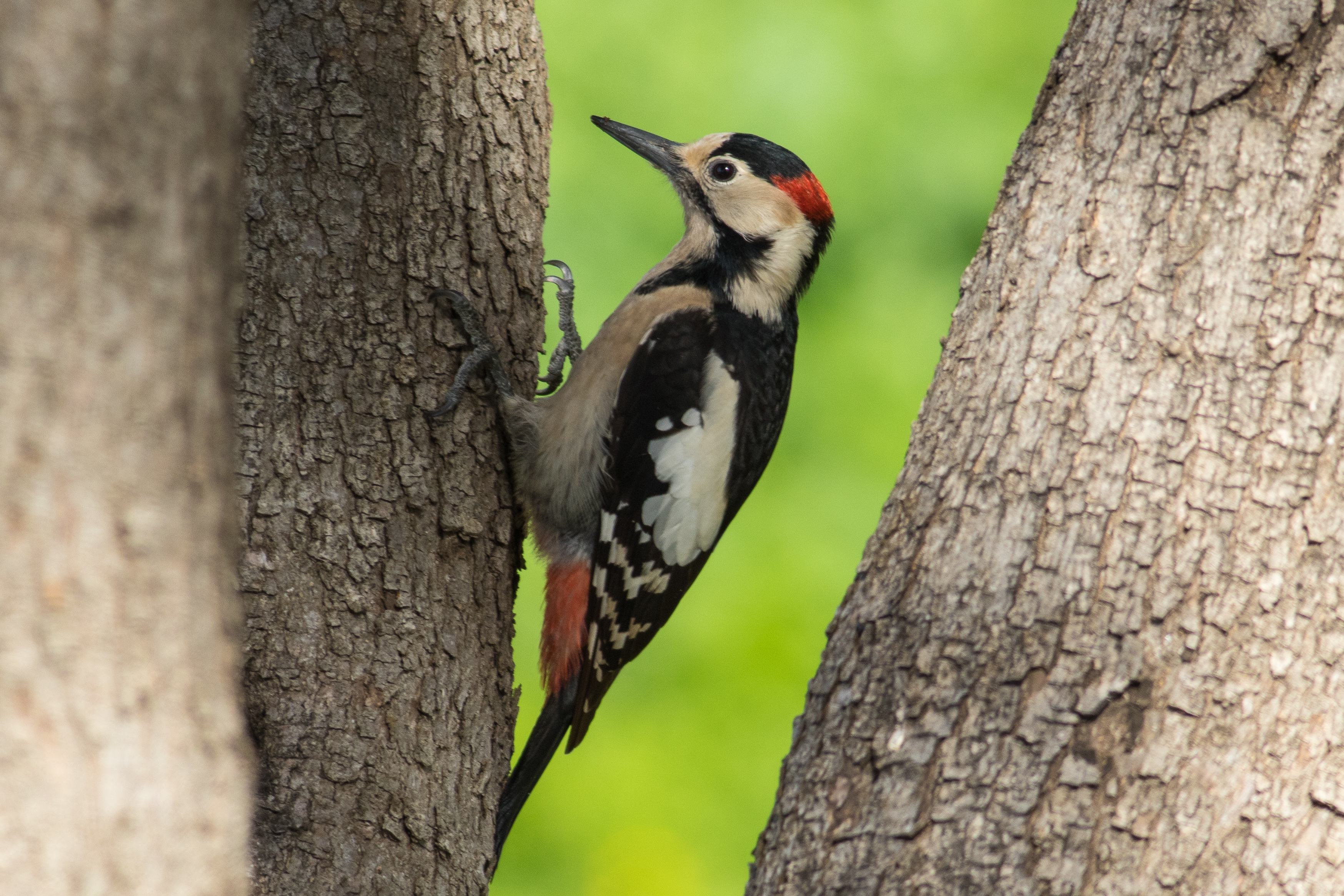

Wie alle Spechte ist der Blutspecht tagaktiv; die Aktivitätsspanne reicht saisonal wenig schwankend von Sonnenaufgang bis zum Sonnenuntergang. Innerhalb dieser Spanne liegen die Aktivitätsgipfel am frühen Vormittag und am späteren Nachmittag. Um die Mittagszeit legt die Art eine ausgedehnte Ruhe- und Putzphase ein, während der, zumindest gelegentlich, auch die Schlafhöhle aufgesucht werden kann. Schlechtwetter kann die Aktivitätszeit verkürzen. Zum Schlafen suchen Blutspechte Höhlen auf, beim Ruhen während der Mittagsstunden klammern sie sich an einen vertikalen Stamm, wobei der Kopf leicht eingezogen und das Gefieder gesträubt ist. Beim Schlafen ist der Kopf unter den rechten Flügel gesteckt.
Vor allem während der Mittagsstunden putzen und pflegen Blutspechte ausgiebig ihr Gefieder; dabei werden die einzelnen Federn des Großgefieders zur Spitze hin beknabbert und mehrmals durch den Schnabel gezogen; beim Kratzen wird der Kopf an den sich rhythmisch bewegenden Fuß herangeführt und so gedreht, dass die gewünschte Stelle erreicht wird. Dadurch nicht erreichbare Stellen können auch an einer Unterlage gerieben werden. Beim Baden wird das Gefieder weitgehend durchnässt und anschließend mit leicht hängenden Flügeln getrocknet; auch Sonnenbaden mit weit gesträubtem Gefieder wurde mehrmals beschrieben.

### Siedlungsdichte und Territorialverhalten
Der Raumbedarf des Blutspechtes ist sehr groß, entsprechend gering ist die Siedlungsdichte dieser Art. In günstigsten Nahrungsrevieren liegt die Reviergröße bei etwa einem Quadratkilometer; meist sind in guten Blutspechthabitaten auf 10 Quadratkilometern jedoch nur 3 bis 5 Brutreviere besetzt. Im Vergleich dazu kann die Siedlungsdichte des Buntspechtes um mehr als ein Zehnfaches höher sein. Gelegentlich brüten Blutspechte in relativ enger Nachbarschaft von weniger als 50 Metern zueinander, in der Regel sind die Nisthöhlenabstände aber bedeutend größer. Die häufig stark fragmentierten Brut- und Nahrungsreviere können sich aus einigen Teilrevieren zusammensetzen, zwischen denen große, für den Specht nicht nutzbare – zum Beispiel verbaute – Gebiete liegen. Die Reviergrenzen sind weitgehend fließend, Artgenossen sowie der verwandte Buntspecht werden nur in der Nähe von Schlüsselstellen, wie günstigen Nahrungsquellen, häufig aufgesuchten Schmieden, Schlafhöhlen bzw. der Bruthöhle attackiert und nach Möglichkeit vertrieben. Die Außenregionen können mit den Revieren anderer Blutspechte bzw. mit Buntspechtrevieren relativ großräumig überlappen, ohne dass es zu Auseinandersetzungen mit den jeweiligen Revierinhabern kommt. In seinen Optimalrevieren scheint sich der Blutspecht gegenüber dem Buntspecht durchzusetzen. Jedenfalls war in der Einwanderungsphase zu beobachten, dass Buntspechte Gartenreviere in der Regel räumten, wenn sie von Blutspechten beansprucht wurden. Unverpaarte Artgenossen werden weitgehend geduldet. Höhlenkonkurrenten, insbesondere den Star, attackiert und mobbt der Blutspecht während des gesamten Jahres intensiv. Außerhalb der Brutsaison beschränkt sich die Territorialität dieses Spechtes auf die Beanspruchung einiger Schlafhöhlen, während die Nahrungsreviere mit anderen Artgenossen bzw. anderen Buntspechten geteilt werden.

## Brutbiologie

### Balz und Paarbildung
Blutspechte werden am Ende des ersten Lebensjahres geschlechtsreif; sie führen eine monogame Brutsaisonehe. Die Paarbindung wird nach der Brutzeit lockerer, Brutpaare verbleiben aber häufig auch gemeinsam im Winterrevier. Die Wiederverpaarung letztjähriger Brutpartner scheint häufig zu sein. Die Balz beginnt mit lauten Rufreihen, Verfolgungsflügen und Höhlenzeigen Anfang März und erreicht in den letzten Märztagen und Anfang April ihren Höhepunkt. Mit Beginn des Höhlenbaus ist die Paarbildung abgeschlossen.

### Nisthöhle
Blutspechte legen nicht jedes Jahr neue Nisthöhlen an, häufig werden vorhandene eigene oder die anderer Spechte nur gereinigt und innen etwas mit neuen Spänen gepolstert. Die Nistbäume können sehr unterschiedlich sein, sie entsprechen den im Bruthabitat vorkommenden Arten. Fast immer werden Astausbrüche oder Faulstellen zur Höhlenanlage genutzt, nur in Baumarten mit besonders weichen Hölzern, wie Pappeln, Götterbäumen oder Maulbeerbäumen werden Nist- oder Schlafhöhlen auch in gesundes Holz geschlagen. Gelegentlich werden auch in Telegraphenmasten, in den Gestängen von Ziehbrunnen oder in Holzbauten Nisthöhlen angelegt. Die Einflugshöhe variiert stark, sie kann unter einem Meter betragen, aber auch in fast 20 Metern Höhe liegen, liegt in der Regel aber zwischen zwei und vier Metern Höhe.
Am Nisthöhlenbau beteiligen sich beide Partner, das Männchen etwas mehr als das Weibchen. Das runde Einflugloch weist einen Durchmesser von 4 bis 5 Zentimetern auf, die Höhlentiefe beträgt bei einer Breite von etwa 11,5 Zentimetern im Durchschnitt knapp 35 Zentimeter.

### Gelege und Brut
Die Eiablage kann bereits Mitte März beginnen, in den iranischen Verbreitungsgebieten sogar noch etwas früher. Der Brutgipfel liegt jedoch in der Mitte des Aprils, Spätbruten reichen bis Ende Mai oder Anfang Juni. Nur nach frühem Gelegeverlust oder durch massive Störung am Nistplatz erfolgte Brutaufgabe kommt es zu einem Zweitgelege. Das Gelege besteht aus 3 bis 7, in der Regel 4 bis 5 glänzend reinweißen, elliptischen Eiern mit einer durchschnittlichen Größe von 25 × 20 Millimetern. Sie sind somit geringfügig kleiner als die des Großen Buntspechtes, von denen sie sonst nicht unterscheidbar sind.
Der Legeabstand beträgt einen Tag, fest wird erst das vollständige Gelege bebrütet. Beide Partner brüten, das Männchen allerdings etwas häufiger und immer während der Nacht. Nach nur durchschnittlich 10 Tagen schlüpfen die Küken, die nach 24 Tagen die Nisthöhle verlassen. Beide Eltern füttern und hudern während der gesamten Nestlingszeit. Nach dem Ausfliegen werden die Jungvögel schnell von der Bruthöhle weggelockt, jedoch noch mindestens 14 Tage von beiden Eltern gefüttert und betreut.

## Bestand

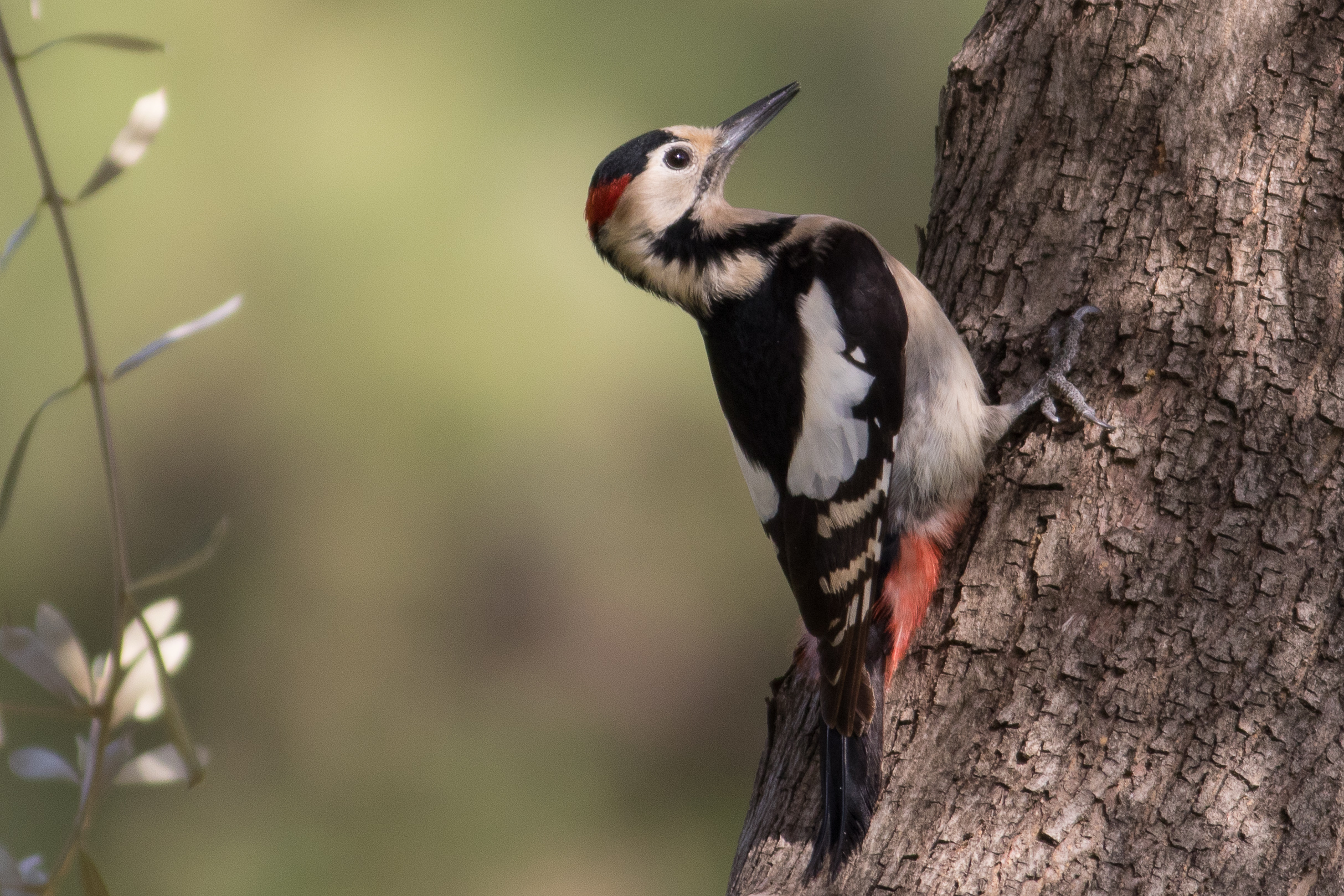

Über die Bestandssituation der Art in den Verbreitungsgebieten im Nahen und Mittleren Osten sind keine genauen Angaben bekannt. Das im 20. Jahrhundert besiedelte Areal in Europa nimmt mittlerweile etwa 50 Prozent des Gesamtbrutgebietes der Art ein. Der Gesamtbestand in Europa wird auf mehr als 530.000 Brutpaare geschätzt. Die europäische Bestandstendenz scheint leicht negativ zu sein, wofür vor allem Rückgänge in den Schlüsselverbreitungsgebieten in Rumänien und vor allem in der Türkei sowie die insgesamt verlangsamte, beziehungsweise zum Stillstand gekommene Ausbreitungswelle verantwortlich sind. In den meisten europäischen Staaten sind die Bestände jedoch stabil oder nehmen noch leicht zu. Im Nordosten und Osten (Polen, Belarus und Ukraine) sind noch starke Zuwachsraten zu verzeichnen. In Deutschland und der Schweiz brütet der Blutspecht nicht, in Ost- und Südostösterreich wird der Brutbestand auf etwa 3.000 Paare geschätzt. Insgesamt wird die Bestandssituation der Art als gesichert und stabil angesehen.

### Zitierte Quellen
1. 1 2   Gorman (2004) S. 110
2. ↑  Bergmann/Helb (1982) S. 216
3. 1 2 3   Gorman (2004) S. 115
4. ↑  Blume (1997) S. 70
5. ↑   Erster Blutspecht in Deutschland gesichtet (Memento vom 16. April 2016 im Internet Archive)
6. 1 2   Gorman (2004) S. 116
7. ↑  HBV Bd. 9 (1994) S. 1048
8. ↑  HBV Bd. 9 (1994) S. 1047
9. 1 2   Dvorak et al. (1993) S. 261
10. ↑  Dendrocopos syriacus in der Roten Liste gefährdeter Arten der IUCN 2008. Eingestellt von: BirdLife International, 2008. Abgerufen am 18. Dezember 2008.
11. ↑   Winkler, H., Christie, D.A. & de Juana, E. (2014). Syrian Woodpecker (Dendrocopos syriacus). In: del Hoyo, J., Elliott, A., Sargatal, J., Christie, D.A. & de Juana, E. (eds.) (2014). Handbook of the Birds of the World Alive. Lynx Edicions, Barcelona. (abgerufen auf http://www.hbw.com/node/56226 am 30. Juli 2014).
12. ↑  HBV Bd. 9 (1994) S. 1048
13. ↑  Gorman (2004) S. 111
14. ↑  HBV Bd. 9 (1994) S. 989 f.
15. ↑  HBW (2002) Bd. 7
16. 1 2   Gorman (2004) S. 108
17. ↑  Gorman (2004) S. 112
18. ↑  HBV Bd. 9 (1994) S. 1051 und 1018
19. ↑  Gorman (2004) S. 113
20. ↑  Winkler (1995) S. 277
21. ↑  Winkler (1995) S. 274
22. 1 2 3   HBV Bd. 9 (1994) S. 1049
23. ↑  Blume (1997) S. 70
24. 1 2   Gorman (2004) S. 114
25. ↑  Datenblatt von Birdlife (siehe Weblinks)